# Tropidophis spiritus
Tropidophis spiritus là một loài rắn trong họ Tropidophiidae. Loài này được Hedges & Garrido miêu tả khoa học đầu tiên năm 1999.